# Valle de Zaragoza
Valle de Zaragoza là một đô thị thuộc bang Chihuahua, México. Năm 2005, dân số của đô thị này là 4341 người.